# Jakub M. Godzimirski
Jakub M. Godzimirski (ur. 13 listopada 1957 w Giżycku) – polski i norweski antropolog.

## Życiorys
Absolwent studiów w Instytucie Etnologii i Antropologii Kulturowej Uniwersytetu Warszawskiego (1981). W 1982 rozpoczął działalność w Prymasowskim Komitecie Pomocy Osobom Pozbawionym Wolności i ich Rodzinom. Doktorat w Polskiej Akademii Nauk w 1987. W tym samym roku wyjechał do Norwegii. Od 1995 pracownik Norweskiego Instytutu Spraw Międzynarodowych (NUPI) – na stanowisku starszego pracownika naukowego. Profesor na Wydziale Rusiologii i Eurazji (dawniej – Centrum Rusycystyki), gdzie kieruje Programami Energetycznymi. Współpracował bądź pracował w szeregu norweskich oraz polskich uczelni i jednostek badawczych, w tym z Ośrodkiem Studiów Wschodnich, Ministerstwem Obrony Narodowej, Polskim Instytutem Spraw Międzynarodowych. Zajmuje się rosyjską polityką zagraniczną, obronną, integracją europejską oraz polityką energetyczną.
W 1983 został członkiem Stowarzyszenia Tłumaczy Polskich.
Żonaty, ojciec dwójki dzieci.

## Publikacje
- Russian security policy objectives in the Baltic Sea and the Barents Area, Oslo: Den Norske Atlanterhavskomité 1998.
- 11 September 2001 and the shift in Russia’s policy towards NATO, Oslo: Den Norske atlanterhavskomité 2002.
- (redakcja) Russian energy in a changing world: what is the outlook for the hydrocarbons superpower?, ed. by Jakub M. Godzimirski, Farnham: Ashgate 2013.

## Publikacje w języku polskim
- (przekład) Georges Auzou, Na początku Bóg stworzył świat: historia a wiara, przeł. Jakub M. Godzimirski, Warszawa: „Pax” 1990.
- (redakcja) Antropologia śmierci: myśl francuska, wyboru dokonali i przeł. Stanisław Cichowicz i Jakub M. Godzimirski, wstępem opatrzył S. Cichowicz, Warszawa: PWN 1993.
- (współautorzy: Lidia Puka, Marta Stormowska), Czy UE wyciągnęła wnioski z kryzysu na Ukrainie? Zmiany w rządzeniu w obszarze bezpieczeństwa, energii i migracji, Warszawa: Polski Instytut Spraw Międzynarodowych 2015.